# Hypopetalia
Hypopetalia is een geslacht van libellen (Odonata) uit de familie van de Austropetaliidae.

## Soorten
Hypopetalia omvat 1 soort:
- Hypopetalia pestilens McLachlan, 1870